# Lliga nicaragüenca de futbol
La lliga nicaragüenca de futbol, la màxima categoria de la qual s'anomena Primera División (Primera Divisió), és la màxima competició de Nicaragua de futbol. És organitzada per la Federación Nicaragüense de Fútbol (F.N.F.).

## Equips participants temporada 2008/09
- CD Bluefields
- Diriangén FC
- VCP Chinandega
- Managua FC
- Deportivo Ocotal
- Xilotepelt
- Real Estelí
- Real Madriz
- FC San Marcos
- CD Walter Ferretti

## Historial
Font:
- 1933:  Alas Managua (1)
- 1934:  Club Atlético Managua (1)
- 1935-38: No es disputà
- 1939:  Lido (1)
- 1940:  Diriangén FC (1)
- 1941:  Diriangén FC (2)
- 1942:  Diriangén FC (3)
- 1943:  Diriangén FC (4)
- 1944:  Diriangén FC (5)
- 1945:  Diriangén FC (6)
- 1946:  Ferrocarril (1)
- 1947:  Colegio C-A (1)
- 1948:  Ferrocarril (2)
- 1949:  Diriangén FC (7)
- 1950:  Aduana Managua (1)
- 1951:  Aduana Managua (2)
- 1952: No es disputà
- 1953:  Diriangén FC (8)
- 1954:  La Salle (1)
- 1955:  Aduana Managua (3)
- 1956:  Diriangén FC (9)
- 1957: No es disputà
- 1958:  Club Atlético Managua (2)
- 1959:  Diriangén FC (10)
- 1960:  La Nica (1)
- 1961:  Santa Cecilia (1)
- 1962-64: No es disputà
- 1965:  Santa Cecilia (2)
- 1966:  Flor de Caña (1)
- 1967:  Flor de Caña (2)
- 1968:  Universidad Centroamericana (1)
- 1969:  Diriangén FC (11)
- 1970:  Diriangén FC (12)
- 1971:  Santa Cecilia (3)
- 1972:  Santa Cecilia (4)
- 1973:  Santa Cecilia (5)
- 1974:  Diriangén FC (13)
- 1975:  Universidad Centroamericana (2)
- 1976:  Universidad Centroamericana (3)
- 1977:  Universidad Centroamericana (4)
- 1978-79: No es disputà
- 1980:  Bufalos Rivas (1)
- 1981:  Diriangén FC (14)
- 1982:  Diriangén FC (15)
- 1983:  Diriangén FC (16)
- 1984:  Deportivo Masaya FC (1)
- 1985:  América Managua (1)
- 1986:  Deportivo Masaya FC (2)
- 1987:  Diriangén FC (17)
- 1988:  América Managua (2)
- 1989:  Diriangén FC (18)
- 1990:  América Managua (3)
- 1991:  Real Esteli (1)
- 1992:  Diriangén FC (19)
- 1993:  Juventus FC Managua (1)
- 1994:  Juventus FC Managua (2)
- 1994-95:  Diriangén FC (20)
- 1995-96:  Diriangén FC (21)
- 1996-97:  Diriangén FC (22)
- 1997-98:  Walter Ferretti (1)
- 1998-99:  Real Esteli (2)
- 1999-00:  Diriangén FC (23)
- 2000-01:  Walter Ferretti (2)
- 2001-02:  Deportivo Jalapa (1)
- 2002-03:  Real Esteli (3)
- 2003-04 Ap:  Real Esteli (4)
- 2003-04 Cl:  Real Esteli (5)
- 2004-05 Ap:  Diriangén FC (24)
- 2004-05 Cl:  Diriangén FC (25)
- 2005-06:  Diriangén FC (26)
- 2006-07:  Real Esteli (6)
- 2007-08:  Real Esteli (7)
- 2008-09:  Real Esteli (8)
- 2009-10:  Real Esteli (9)
- 2010-11:  Real Esteli (10)
- 2011-12:  Real Esteli (11)
- 2012-13:  Real Esteli (12)
- 2013-14:  Real Esteli (13)
- 2014-15:  Walter Ferretti (3)
- 2015-16:  Real Esteli (14)
- 2016-17:  Real Esteli (15)
- 2017-18 Ap:  Walter Ferretti (4)
- 2017-18 Cl:  Diriangén FC (27)
- 2018-19 Ap:  Managua FC (1)
- 2018-19 Cl:  Real Esteli (16)
- 2019-20 Ap:  Real Esteli (17)
- 2019-20 Cl:  Real Esteli (18)
- 2020-21 Ap:  Real Esteli (19)
- 2020-21 Cl:  Diriangén FC (28)
- 2021-22 Ap:  Diriangén FC (29)
- 2021-22 Cl:  Diriangén FC (30)
- 2022-23 Ap:  Real Esteli (20)
- 2022-23 Cl:  Real Esteli (21)

Llegenda: Ap Apertura, Cl Clausura